# Epiperipatus hilkae
Epiperipatus hilkae is een ongewerveld dier dat behoort tot de stam van de fluweelwormen (Onychophora). De soort is endemisch in Costa Rica.

## Voorkomen
Epiperipatus hilkae komt alleen voor in droogbossen op circa 125 tot 200 meter boven zeeniveau in het Nationaal park Barra Honda op het schiereiland Nicoya in de provincie Guanacaste in Costa Rica.

## Kenmerken
Epiperipatus hilkae heeft een donkerbruine kleur en het holotype was 5,6 centimeter lang.